# Val-Meer

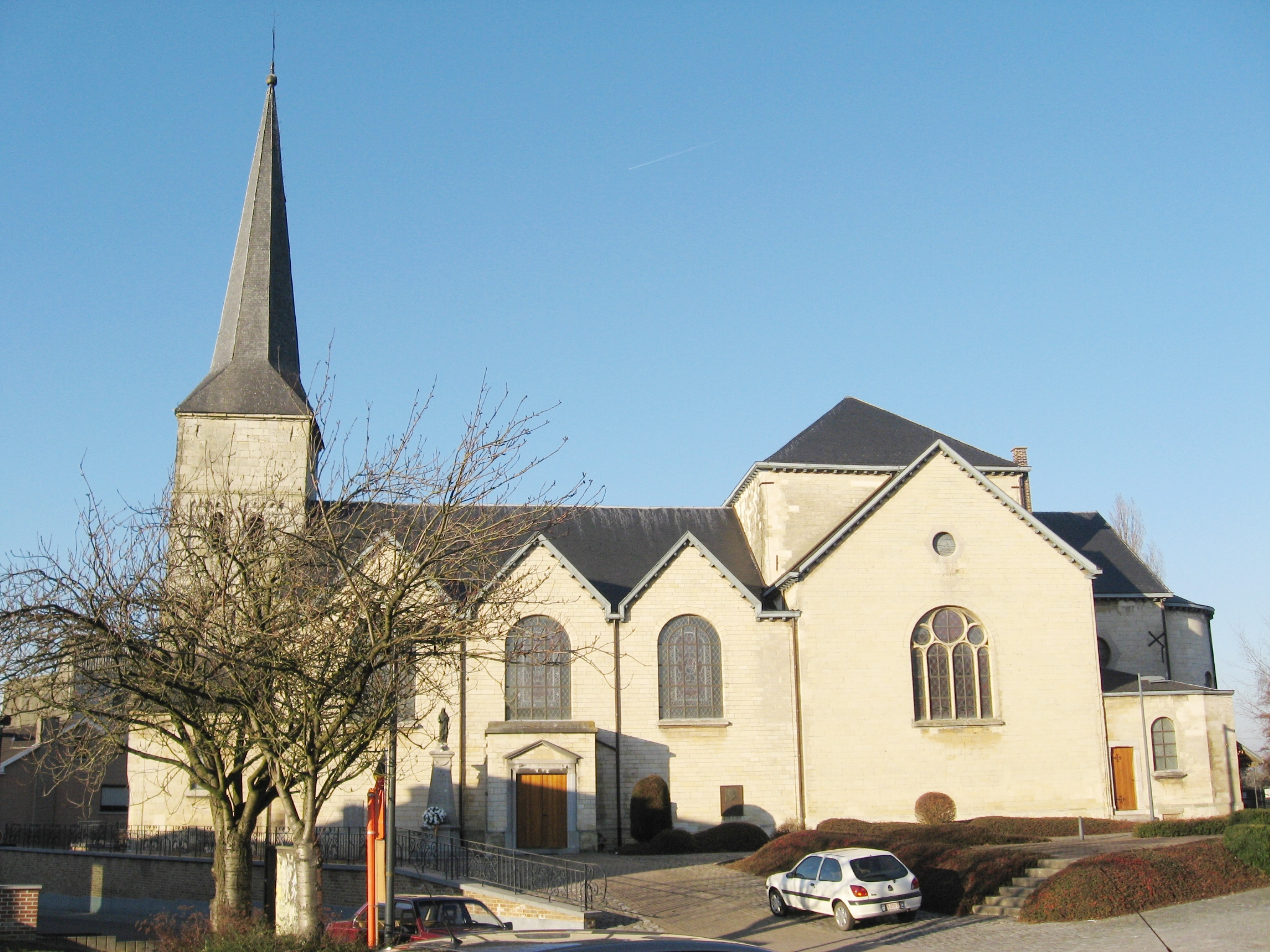
De Sint-Stefanuskerk

Val-Meer is een plaats en deelgemeente van de gemeente Riemst in het zuidoosten van de Belgische provincie Limburg, het was een zelfstandige gemeente tot aan de gemeentelijke herindeling van 1977. Val-Meer bestaat uit twee dorpskernen Meer en Val.

## Geschiedenis
Uit de prehistorie werd een vuurstenen bijl gevonden. Vooral uit de Romeinse tijd werden belangrijke vondsten gedaan, zoals sporen van een Romeinse nederzetting op de Meerberg, en een Romeins graf. In 1966 werden op de Meerberg de resten van een Romeinse villa blootgelegd.
Val was een afzonderlijke heerlijkheid, terwijl Meer, samen met Bolder tot de heerlijkheid Meer en Bolder behoorde. Bij een administratieve herindeling onder Frans bewind in 1796 werd Meer met Val samengevoegd tot de gemeente Val-Meer, terwijl Bolder bij Zichen-Zussen-Bolder werd gevoegd.
In 1897 werd de Fanfare De Vrije Burgers opgericht, in de volksmond beter bekend als "de Blauw". In navolging hiervan werd de Vlaamsgezinde Harmonie De Kristene Gildebroeders in 1926 gesticht, beter bekend als "de Gèèl". In 1945 werd ten slotte de Harmonie De Verenigde Werklieden gesticht, in de volksmond "de Megneus". Deze harmonie werd in 1988 ontbonden.

## Demografische ontwikkeling
- Bronnen:NIS, Opm:1831 tot en met 1970=volkstellingen; 1976 = inwoneraantal op 31 december

## Bezienswaardigheden
- Kwartjesboom
- Sint-Stefanuskerk te Val
- Sint-Severinuskapel te Meer, met 12e-eeuwse toren.
- Oude boerderijen, zowel in de dorpen Val en Meer, vaak gebouwd in lokaal ontgonnen mergelsteen.

Onder de bewoning in het dorp zijn er de "kuiltjes van Val-Meer", kleine ondergrondse groeven, ontgonnen langs schachten en "graeten" voor mergelblokken voor de bouw van de huizen die er boven staan .

## Natuur en landschap
Val-Meer ligt in Droog-Haspengouw, nabij de taalgrens. Het licht golvende landschap varieert in hoogte van 98 tot 140 meter. Kenmerkend voor Droog-Haspengouw is het krijt in de ondergrond. Dat dagzoomt bij Val-Meer waar er mergel ontgonnen werd als meststof voor de landbouw. Op de grens van Val-Meer en Millen, in een klein natuurreservaat, is de toegang naar de ondergrondse mergelgroeve De Coolen. 
De Meerberg, aan de weg naar Herderen, is 113 meter hoog.

## Bekende inwoners
- Louis-Joseph Kerkhofs (1878-1963), bisschop van Luik
- Georges Monard (1942), politicus